# Guido Rings
Guido Rings é professor de Estudos Pós-coloniais, diretor da Unidade de Pesquisa para Estudos Interculturais e Transculturais (RUITS) e líder do curso de MA Intercultural Communication na Universidade de Anglia Ruskin em Cambridge, Reino Unido. Anteriormente, foi Leitor em Estudos Interculturais e Diretor de Línguas Estrangeiras Modernas na mesma instituição, e foi Professor Visitante de Literatura Românica e Cinema na Universidade de Düsseldorf e na Universidade de Bayreuth, Alemanha. O professor Rings também é co-editor de German as a Foreign Language (GFL) e Interdisciplinary Mexico (iMex), os primeiros periódicos da Internet totalmente arbitrados na Europa para seus respectivos campos.

## Carreira acadêmica
Após a conclusão dos primeiros graus em espanhol, alemão e história (1º Staatsexamen) e equivalentes PGCE nessas áreas temáticas (2º Staatsexamen), Guido Rings recebeu seu doutorado em Filologia Espanhola e seu pós-doutorado (Habilitação) pela Universidade de Trier em 1996 e 2005. Sua carreira profissional começou com palestras na FIAC em Barcelona e no IIK em Düsseldorf, antes de ir para Cambridge para lecionar Alemão, Espanhol e Estudos Interculturais na Anglia Ruskin University. Em 2000, tornou-se Chefe de Alemão e Leitor em Estudos Interculturais e co-fundador da revista acadêmica GFL. Em 2007 assumiu a cátedra de Estudos Pós-coloniais, tendo lançado a unidade de investigação RUITS no âmbito da conferência internacional 'Neo-colonial mentalities in Contemporary Europe?' em Londres. Os anais da conferência foram publicados pela Cambridge Scholars Publishing logo depois. Em 2010, o Serviço Alemão de Intercâmbio Acadêmico convidou Guido Rings para ingressar na Universidade de Düsseldorf, onde ministrou cursos sobre 'Identidade e alteridade no cinema espanhol contemporâneo sobre migração', 'A conquista da América na nova narrativa histórica da Espanha e da América Latina' e '1910-2010: O outro México – do romance da Revolução Mexicana aos hipertextos zapatistas'. De volta a Cambridge, Guido Rings co-fundou a revista internacional iMex com colegas da Universidade de Düsseldorf e assumiu funções de consultoria para a Cambridge University Press e Routledge. O professor Rings também foi revisor para o Conselho de Pesquisa em Artes & Humanidades(AHRC), o Conselho Irlandês de Pesquisa para Humanidades e Ciências Sociais (IRCHSS) e várias revistas acadêmicas, incluindo o Jornal de Comunicação Internacional e Intercultural, Questões atuais no planejamento linguístico e Iberoamericana . Foi examinador externo do Birkbeck College, em Londres, e consultor da Agência Executiva de Educação, Audiovisual e Cultura (EACEA) da União Europeia.

## Áreas de experiência
- Cinema migrante e literatura migrante (ver suas publicações de 2009, 2010 e 2012 abaixo)
- Literatura pós-colonial, cinema e teatro sobre a conquista da América (ver La Conquista Desbaratada de 2010)
- Teoria cultural e teoria da comunicação intercultural